# Soltam M-65
Soltam M-65 — 120-мм гладкоствольный буксируемый миномёт производства израильской компании «Soltam». Является лицензионной копией 120-мм миномёта финской компании «Tampella» образца 1941/53 гг. (послевоенная модернизация 120 Krh/40 с новой опорной плитой).

## Варианты и модификации
- Soltam Type A4 - модель с увеличенной дальностью стрельбы, её дальнейшей модификацией является модель Soltam Type A7
- Soltam Type A7 - модель с увеличенной дальностью стрельбы, её дальнейшей модификацией является модель Soltam Type A7A2[2]
- HM16 - облегченная копия производства иранской компании "Хадид"

## Самоходные миномёты
- M3 Mk. D ("Дегем Далет") — израильский 120-мм самоходный миномёт на шасси полугусеничного бронетранспортёра M3, разработан в 1960-е годы.

## На вооружении
- Израиль[3]
- Иран - поставлялся в Иран до революции 1979 года, в дальнейшем в Иране было освоено производство облегченной копии миномёта.
- Никарагуа — в 1970-е годы закуплены для Национальной гвардии
- Сингапур - в 1970 году заказано и в 1971-1972 гг. получено 50 миномётов
- Чили
- ЮАР